# California Polytechnic State University
De California Polytechnic State University, kortweg Cal Poly, is een Amerikaanse openbare technische universiteit in de Californische stad San Luis Obispo. Het is een van de twee technische universiteiten in het California State University-systeem, dat in totaal 23 universiteiten omhelst, en heeft een goede academische reputatie.

## Geschiedenis
Cal Poly werd in 1901 in het leven geroepen wanneer toenmalig gouverneur Henry Gage de California Polytechnic School Bill ondertekende. De feitelijke oprichting van de California Polytechnic School gebeurde door Myron Angel en de eerste lessen werd op 1 oktober 1903 gegeven. In het begin werden er lessen aangeboden op het niveau van het secundair onderwijs, die de studenten in drie jaar doorliepen.
Behalve tijdens de Eerste Wereldoorlog, maakte de school een sterke groei door in het begin van de 20e eeuw. In het jaar 1924 werd de school onder het toezicht geplaatst van het California State Board of Education, dat in 1933 besliste om Cal Poly om te vormen tot een technische en beroepsschool. Vanaf 1940 kon de school bachelordiploma's uitreiken en vanaf 1949 ook masterdiploma's. In die periode werd de school hernoemd naar het California State Polytechnic College, om de nieuwe aard van het onderwijs (hoger onderwijs) duidelijk te maken. Het toezicht over Cal Poly werd in 1960 overgedragen van het State Board of Education naar een onafhankelijke raad van bestuur, het huidige California State University-systeem. Vanaf 1967 mocht de universiteit Master of Science-diploma's toekennen aan afgestudeerden. In de late jaren 60 werd de school opgedeeld in verschillende scholen. Cal Poly kreeg haar huidige naam in 1971 door een beslissing van de wetgevende macht van Californië. Vanaf de jaren 70 is het aantal studenten aan Cal Poly sterk toegenomen, wat de bouw van verschillende nieuwe gebouwen op de campus noodzaakte.
In 2001 vierde de universiteit haar honderdjarige bestaan. Een inzamelingscampagne haalde meer dan 264 miljoen dollar op van meer dan 81.000 schenkers.

## Campus
Cal Poly beschikt over een heel uitgebreid areaal land. Het is de tweede grootste land-bezittende universiteit van Californië, na UC Berkeley, met zo'n 3917 ha land. Daartoe behoort ook de Swanton Pacific Ranch, een 1300 ha grote ranch in Santa Cruz County. Van de ranch wordt gebruikgemaakt voor onderwijs en onderzoek.

## Onderwijs

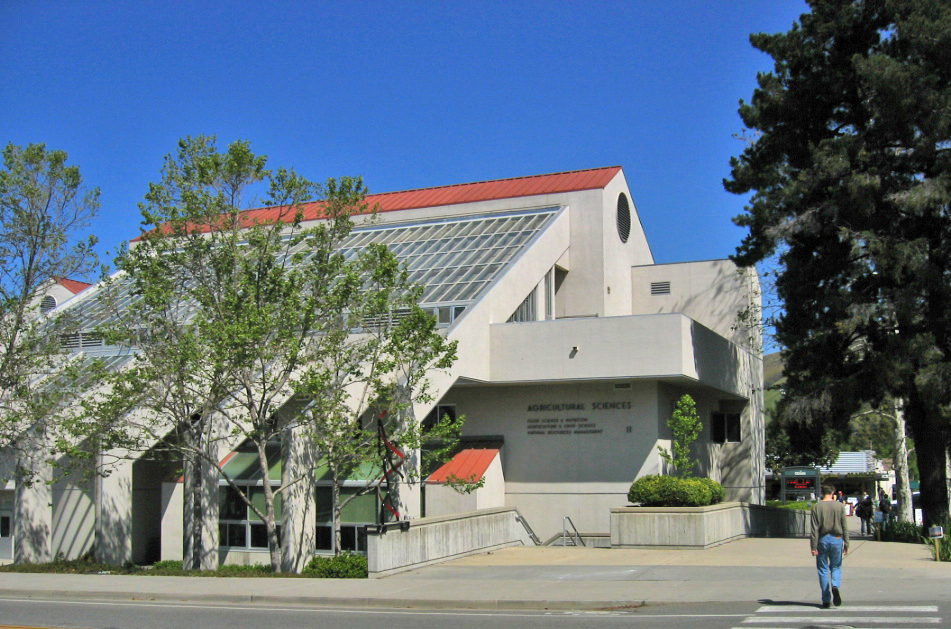
Agricultural Sciences-gebouw

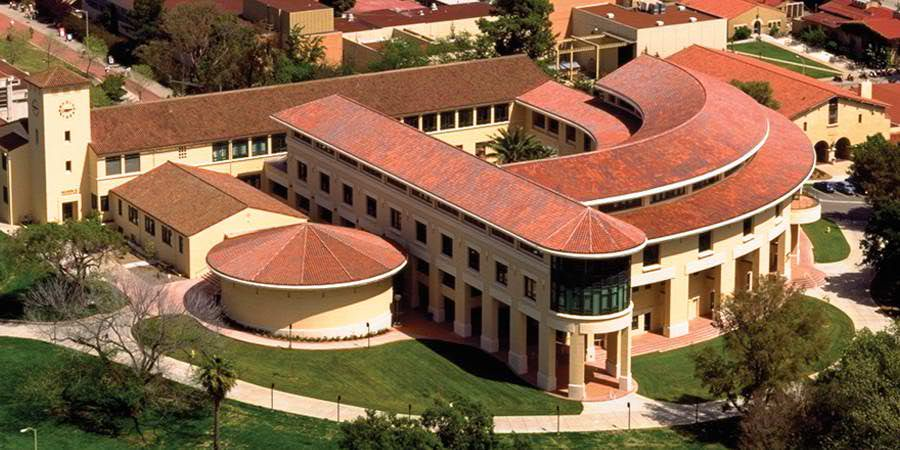
Het Orfalea College of Business is een van de zes colleges van Cal Poly

Het instituut bestaat uit zes afzonderlijke colleges en biedt 70 undergraduate en 26 graduate programma's en 6 andere diploma's aan. Vooral de colleges ingenieurswetenschappen, architectuur en landbouw scoren consequent erg goed in de nationale academische rankings. In 2012 stond Cal Poly voor het 19e jaar op rij op de eerste plaats in het lijstje van U.S. News & World Report van de beste openbare universiteiten die masterdiploma's toekennen in het westen van de Verenigde Staten. De universiteit aanvaardt ongeveer 29% van alle aanvragen van studenten.
Cal Poly staat bekend om zijn "al doende leren"-filosofie in het onderwijs. Studenten worden aangemoedigd om reële problemen op te lossen door theorie uit de lessen te combineren met experimentele oefening in het laboratorium.

### Colleges
- College of Agriculture, Food and Environmental Sciences
- College of Architecture and Environmental Design
- College of Engineering
- College of Liberal Arts
- College of Science and Mathematics
- Orfalea College of Business

## Sport
De universiteit telt 21 varsity-sportteams en speelt in de 1e divisie van de NCAA. Al deze teams dragen de naam Cal Poly Mustangs. De ploegen strijden in de Big West Conference, behalve voor American football en worstelen, waarvoor ze opkomen in respectievelijk de Big Sky Conference en de Pac-12 Conference. De rivalen van de Mustangs zijn de Gauchos van de Universiteit van Californië - Santa Barbara.

## Alumni
Bekende alumni zijn:
- Pedro Armendáriz, acteur
- Michael Berryman, acteur
- Stephanie Brown-Trafton, atlete
- Gregory Chamitoff, ingenieur en astronaut
- Jeff Denham, afgevaardigde in het Huis van Afgevaardigden
- Danny Gans, zanger en komiek
- Robert L. Gibson, astronaut
- Doug LaMalfa, politicus
- Abel Maldonado, voormalig luitenant-gouverneur van Californië
- Devin Nunes, afgevaardigde in het Huis van Afgevaardigden
- Scott Peterson, moordenaar
- Loren Roberts, golfprofessional
- Frederick W. Sturckow, astronaut
- "Weird Al" Yankovic, muzikant